# Damir Rančić
Damir Rančić (Split, Yugoslavia, 23 de junio de 1983) es un jugador croata de baloncesto. Juega de pívot y su actual equipo es el KK Kaštela de la liga croata.

## Trayectoria
En la campaña 2007/2008 empezó en el NK Olimpija Ljubljana, aunque después regresó a su país al Plastik Solin  además de haber pasado por equipos como la Cibona Zagreb, el Panellinios Atenas o el BC Kiev ucraniano.
Cuando estuvo en la Cibona jugó en Euroliga (2005/2006) promedió 9,1 puntos en los 10 partidos que disputó de la máxima competición del baloncesto a nivel continental dejando muy buen sabor de boca con su rendimiento.
Llegó a la ACB en 2010 al ser contratado por Obradoiro Club Amigos del Baloncesto.

## Selección nacional
Ha sido internacional con la Selección de baloncesto de Croacia en todas las categorías destacando su tiro de larga distancia y su capacidad para meter lanzamientos triples.

## Clubes
| Año  | Club                    | Evento                                               |
| 2016 | Sopron                  | FIBA Europe Cup                                      |
| 2011 | KK Zagreb               | EuroChallenge                                        |
| 2003 | Split Croatia Insurance | FIBA Europe Champions Cup for Men - Conference South |
| 2002 | Split Croatia Insurance | Saporta Cup                                          |

## Palmarés
- Campeonato Nacional Croata 2002-03 con el KK Split.
- Campeonato Nacional Croata 2005-06 con Cibona Zagreb.
- Ganó el Campeonato Nacional Croata 2010-11 con el KK Zagreb.
- Copa Nacional de Croacia 2004 con el KK Split.
- Copa Nacional de Ucrania de 2007 con el BC Kyiv.
- Copa Nacional de Croacia 2011 con el KK Zagreb.
- Nombrado MVP de la final de la Copa de Ucrania de 2007.
- Ganó la medalla de oro en los Juegos Mediterráneos de 2009.
- Nombrado MVP de los Juegos Mediterráneos 2009.[5]